# Joseph Deiss
Joseph Deiss (Fribourg, 21 september 1946) is een Zwitsers politicus.

Hij was tussen 1999 en 2006 onder meer minister van buitenlandse zaken en bondspresident. In 2010 was hij voorzitter van de Algemene Vergadering van de Verenigde Naties.

## Levensloop
Deiss studeerde economie en sociale wetenschappen en promoveerde in 1973. Van 1973 tot 1998 vervulde hij met enige onderbrekingen diverse universitaire functies, onder andere als professor aan de universiteit van Fribourg. Ook deed hij een tijdlang wetenschappelijk onderzoek aan het King's College van de Universiteit van Cambridge.
In 1981 begon hij ook een politieke loopbaan als afgevaardigde in de Grote Raad van het kanton Fribourg. Van 1982 tot 1996 was hij tevens gemeentepresident van Barberêche. In 1991 verruilde hij het kantonsparlement voor dat van de Nationalraad (het nationale parlement) waarvan hij tot 1999 lid zou blijven.

Van 1993 tot 1996 was hij eveneens prijsbewaker, een ambt dat vergelijkbaar is met dat van een overheidsombudsman in Nederland.
Sinds 11 maart 1999 maakt Deiss als vertegenwoordiger van het Franse deel van Zwitserland (hoewel hij van oorsprong Duitstalig is) deel uit van de Zwitserse regering, de Bondsraad. In zijn hoedanigheid als Bondsraadslid leidde Deiss het ministerie van economie tot einde juli 2006. Tot einde 2003 heeft hij het ministerie van buitenlandse zaken geleid; hij zorgde er toen voor dat Zwitserland lid werd van de Verenigde Naties hetgeen als een van zijn belangrijkste daden als Bondsraadlid wordt gezien, naast het winnen van het referendum voor de aanname van het Bilateralen-2-Verdrag met de Europese Unie. Tegen het einde van zijn Bondsraadlidmaatschap was Deiss minder succesvol; het vrijhandelsverdrag met de Verenigde Staten werd niet afgesloten en het door hem gewenste verbod op vechthonden werd niet door de Bondsraad overgenomen.
In 2003 was hij tevens plaatsvervangend bondspresident en in 2004 bondspresident. Zijn periode van bondspresident werd gekenmerkt door het zich niet houden aan het collegaliteitsprincipe van verschillende leden van de regering en door een vrij zwakke leidende rol in het algemeen. 
In zijn functie als bondspresident bezocht Deiss Japan. Zijn vrouw die hem begeleidde, gebeurde een faux-pas: bij het afscheid kuste ze de Japanse keizerin wat indruist tegen de Japanse etiquette.
Op 31 juli 2006 legde hij zijn Bondsraadslidmaatschap neer. Als belangrijkste redenen voor het neerleggen van zijn functie voerde Deiss de werkatmosfeer en het gebrek aan collegialiteit in de Bondsraad aan. Omdat de CVP nog maar één zetel in de bondsraad heeft, werd zijn zetel wederom door een CVP'er bezet. De voorkeur ging uit naar een West-Zwitserse vrouw. Hij werd echter opgevolgd door de toenmalige voorzitster van de CVP, Doris Leuthard uit het kanton Aargau en vertegenwoordigster van het Duitstalige gedeelte van Zwitserland.
Op 11 juni 2010 werd hij verkozen als volgende voorzitter van de Algemene Vergadering van de Verenigde Naties, en op 14 september nam hij de voorzittershamer over van de Libiër Ali Abdessalam Treki.

## Wetenschappelijk werk
- Manuel d'économie politique, met Danielle Meuwly, 1994
- Initiation à l'économie politique: analyse économique de la Suisse, 1982
- Economie politique et politique économique de la Suisse, 1979
- The regional adjustment process and regional monetary policy, 1978
- La théorie pure des termes de l'échange international, 1971 (proefschrift)

- Base de données des élites suisses: 50030
- Bibliothèque nationale de France: cb11899132m (data)
- Gemeinsame Normdatei: 121460053
- Historisch woordenboek van Zwitserland: 043253
- International Standard Name Identifier: 0000 0001 0905 1873
- Library of Congress Control Number: n82058593
- Nationale Bibliotheek van Israël: 987007429415205171
- Nationale Bibliotheek van Polen: a0000001213577
- Nederlandse Thesaurus van Auteursnamen: 06786807X
- Système universitaire de documentation: 026817934
- Zwitserse Bondsvergadering: 58
- Virtual International Authority File: 59081138
- WorldCat: E39PBJyGRCcrccgVMBYPTvWVYP